# Калиновская, Ирина Борисовна
Ирина Борисовна Калиновская  (род. 1 октября 1946 года, Москва, СССР) — советская актриса театра и кино и театральный педагог. Заслуженная артистка России (1995).

## Биография
Ирина Борисовна Калиновская родилась 1 октября 1946 года в Москве.
В 1969 году окончила Московское театральное училище имени Б. В. Щукина (курс В. К. Львовой), однокурсниками были Борис Галкин, Нина Русланова, Александр Кайдановский, Леонид Филатов, Наталья Гурзо, Владимир Качан, Иван Дыховичный, Александр Халецкий, Ян Арлазоров, Людмила Купина.
С 1969 года по 1973 год работала в Театре имени Моссовета, а с 1973 год по 1984 год — в Театре имени Маяковского. Калиновская снялась в 27 фильмах, среди актёрских работ — роль Натальи Гончаровой в фильме «И с вами снова я». Являлась участницей всесоюзных и международных кинофестивалей. В 1979 году была удостоена приза «За лучшую женскую роль» на национальном фестивале в г. Ленинабаде за роль Дарьи Расуловой в фильме «Женщина издалека».
В 1980-х годах Калиновская начала заниматься преподавательской деятельностью. Работала педагогом в театральном училище им. Б. В. Щукина; в 1988 году переехала в Красноярск, преподавала там на кафедре актёрского мастерства в Красноярской государственном институте искусств, исполняла обязанности декана актёрского отделения.
С 2002 года — заведующая кафедрой мастерства актёра института.

### Личная жизнь
Вдова театрального педагога Леонида Владимировича Калиновского (1931—1992).

## Театральные работы[4]

### Театр имени Моссовета
1. Джемма, гл. роль — «Вешние воды» И. Тургенева
2. Маша, гл. роль — «Ленинградский проспект» И. Штока
3. Надя, гл. роль — «Другая» С. Алёшина
4. Нина, гл. роль — «Миллион за улыбку» А. Сафронова
5. Дуня, роль — «Петербургские сновидения» Ф. Достоевского
6. Таня, роль — «Моё сердце с тобой» Ю. Чепурина

### Московский академический театр имени Владимира Маяковского
1. Зина, гл. роль — «Родственники» Э. Брагинского, Э. Рязанова.
2. Аня Бекетова, гл. роль — «Неопубликованный репортаж» Р. Ибрагимбекова
3. Ниночка, роль — «Соловьиная ночь» В. Ежова
4. Лариса, роль — «Человек на своём месте» В. Черных
5. Ирина, гл. роль — «КПД одержимости» Я. Волчек

## Фильмография
1. 1966 — Маленький беглец — медсестра
2. 1973 — Большая перемена — медсестра, делавшая перевязку Ганже
3. 1974 — Юркины рассветы — Алка Стукалина
4. 1975 — Это мы не проходили — Ира
5. 1975 — Повторная свадьба — Настя
6. 1976 — Меня ждут на земле — Ирина, жена Станицына
7. 1976 — Легко быть добрым — Римма Пажитнова
8. 1977 — Кто за стеной? — журналистка
9. 1978 — Женщина издалека — Дарья Расулова
10. 1978 — На таёжных ветрах — Сонька-официантка
11. 1979 — Поездка через город
12. 1980 — Платон мне друг
13. 1980 — Странный отпуск — Инга
14. 1980 — Встреча в ущелье смерти — Ирина
15. 1981 — И с вами снова я — Наталья Гончарова
16. 1983 — Из жизни начальника уголовного розыска — подруга Натальи
17. 1984 — Почти ровесники — мама Оли
18. 1984 — И повторится всё
19. 1984 — Парашютисты — спортивный судья
20. 1985 — Нейлоновая ёлка — Ирина
21. 1985 — Фотография на память
22. 1987 — Случай в аэропорту — Фурычева
23. 1987 — Случай из газетной практики — Нина
24. 1988 — Поляна сказок — помощница Батыева
25. 1990 — Николай Вавилов — Ольга

## Автор статей
- Калиновская И. Б. Актёрская национальная студия сегодня // Инновационное развитие современной науки: Сборник статей Международной научно-практической конференции (14 марта 2015 г., г. Уфа): В 2 ч. — Ч. 1. — Уфа, 2015. — С. 134—136.
- Калиновская И. Б. Творческие традиции театрального факультета КГАМиТ // Театр и современность: Материалы III межрегионального симпозиума 5—7 апреля 2005 г. — Красноярск, 2006. — С. 138—140[7].